# تشارلز بيكون
تشارلز بيكون (بالإنجليزية: Charles Bacon)‏ هو منافس ألعاب قوى أمريكي، ولد في 9 يناير 1885 في بروكلين في الولايات المتحدة، وتوفي في 15 نوفمبر 1968 في فورت لودرديل في الولايات المتحدة.

## وصلات خارجية
- تشارلز بيكون على موقع أوليمبيديا (الإنجليزية)